# 블랙 이글 (1988년 영화)
블랙 이글(Black Eagle)은 미국에서 제작된 에릭 카슨 감독의 1988년 액션, 드라마 영화이다. 쇼 코스기 등이 주연으로 출연하였고 쉬몬 아라마 등이 제작에 참여하였다.

## 출연

### 주연
- 쇼 코스기
- 장 끌로드 반담

### 조연
- 도런 클락
- 브루스 프렌치
- 블라디미르 스코마로브스키
- 윌리엄 바셋
- 케인 코스기
- 쉐인 코스기
- 도로타 푸지오
- 잔 트리스카
- 진 데이비스
- 조 쿠아트로마니
- 에릭 카슨
- 줄리 루돌프
- 조시 코피니
- 찰스

## 제작진
- 협력프로듀서: 애쉬 R. 샤
- 세트: 마이클 히긴스
- 배역: 페니 페리